# Stephanie Schäfer
Stephanie Schäfer (* 5. Dezember 1985 in Brandenburg an der Havel, bürgerlich Richart) ist eine deutsche Schauspielerin. Sie ist Mitglied im Bundesverband Schauspiel.

## Leben
Stephanie Schäfer stand schon als Kind in ihrer Heimatstadt Brandenburg an der Havel auf der Bühne. Sie wirkte bei diversen Theateraufführungen mit, spielte im Brandenburger Stadttheater in der Jugendtheatergruppe und bekam dort Schauspieltraining. Während ihres Abiturs belegte Stephanie das Fach darstellende Kunst und übernahm neben ihrer Ausbildung zur Krankenschwester Komparsen- und Kleindarstellerrollen in Film und Fernsehen. Des Weiteren besuchte Stephanie Camera-Acting-Workshops in München und Mainz, nahm von April 2019 bis Juli 2022 Schauspielunterricht am Acting Center in Köln und schloss im August 2022 ihre Ausbildung zur Film- und Fernsehschauspielerin mit der Zusatzqualifikation Moderation und Synchronisation an der First Take Schauspielakademie in Köln erfolgreich ab.

## Filmografie (Auswahl)
- 2019: Herz über Kopf (Fernsehserie)
- 2020: Krass Schulcamp – Pauken oder Party (Fernsehserie, 20 Folgen)
- 2021: Brainhack (Kurzfilm, Ausbildungsfilm)
- 2021: Anna und ihr Untermieter – Dicke Luft (Fernsehfilm)
- 2022: Die Neuordnung (Kurzfilm, Ausbildungsfilm)
- 2022: Noch Nicht (Kurzfilm)
- 2022: SOKO Köln (Fernsehserie, 1 Folge)
- 2023: Sprachlos (Kurzfilm, Ausbildungsfilm)
- 2023: Alles was zählt (Fernsehserie, 3 Folgen)

## Theater (Auswahl)
- 2000: Elfe in Ein Sommernachtstraum (Brandenburger Stadttheater)
- 2000: Winnie in Mensch ist Mensch (Brandenburger Stadttheater)
- 2001: Nazi in Müller (Brandenburger Stadttheater)
- 2003: Eliza Doolittle in Pygmalion (Jugendtheater der Stadt Brandenburg)
- 2004: Julia Capulet in Romeo und Julia (Jugendtheater der Stadt Brandenburg)

## Sonstiges
- 2017: Fabian Kronbach – Bloß dir jet (Musikvideo)[3]
- 2022: Low/Late – Not going down (Musikvideo)[4]
- 2023: Matthias Reim – Echte Helden (Musikvideo)[3]